# Orbite sous-synchrone
Un satellite se trouve dans une orbite sous-synchrone s'il orbite la planète plus près que les satellites en orbite synchrone. En d'autres mots, sa période de révolution est plus courte que le jour sidéral de la planète.

## Considérations techniques
Un satellite en orbite sous-synchrone (prograde) à l'air de dériver vers l'est vu depuis la surface de la planète.

## Importance économique
Le régime orbital de ceinture géosynchrone sous-synchrone (geosynchronous-belt subsynchronous orbital regime en anglais) est souvent utilisé en astronautique. Par exemple un satellite de télécommunications en état de marche et qui n'a pas encore été désactivé mais qui n'est pas utilisé temporairement, peut être placé dans une orbite sous-synchrone en vue d'une réactivation potentielle. Dans ce cas l'orbite doit être relevée au niveau synchrone à nouveau.